# Endotheline

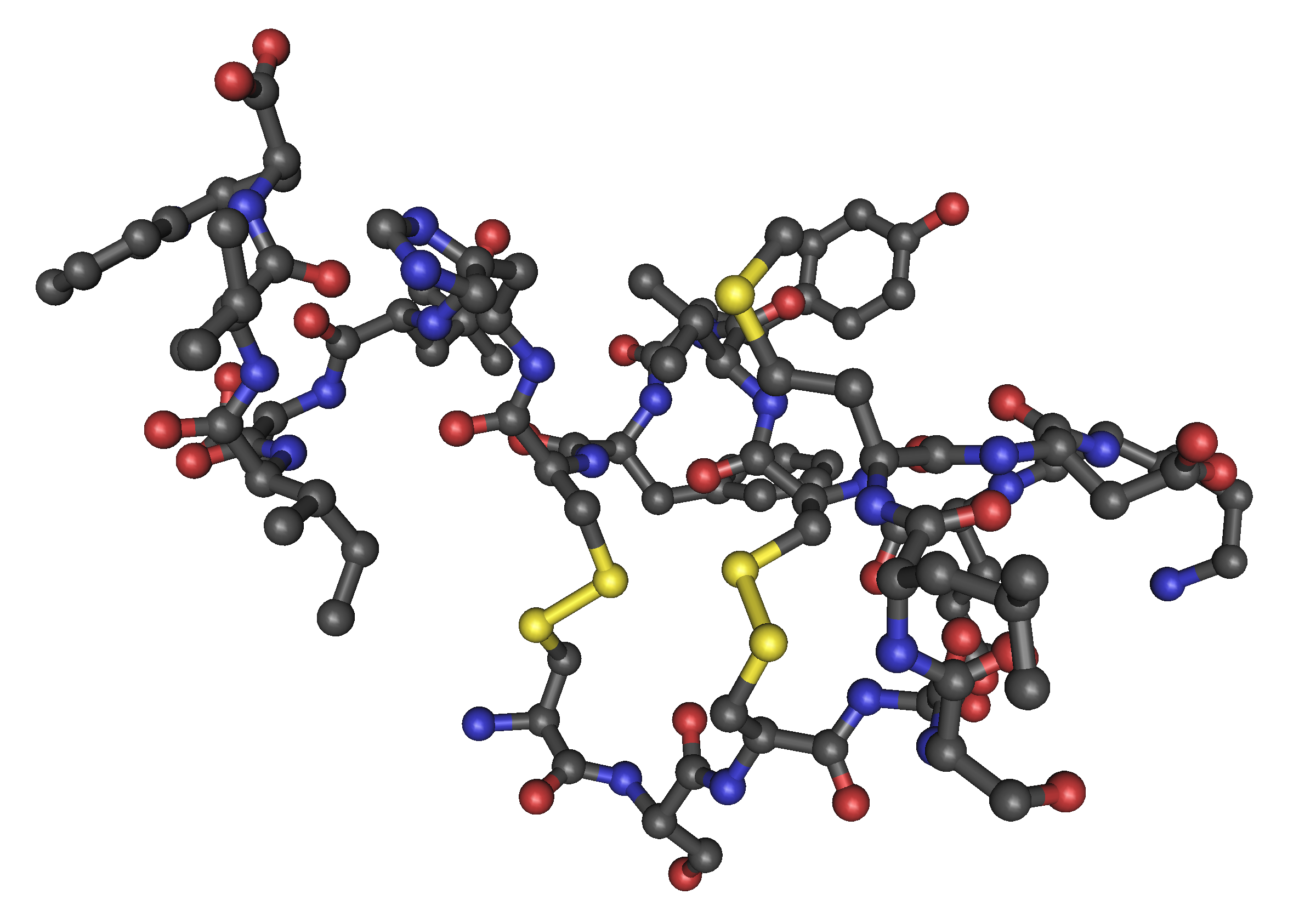
Menselijke endotheline

Endotheline (ET) is een hormoon dat wordt gevormd uit de wand van bloedvaten. Het zorgt voor vasoconstrictie. Het wordt gevormd door de verkleining van het eiwit endotheline-groot door het membraangebonden endotheline-converterend enzym 1 (ECE1). 
Een overmaat aan Endotheline kan leiden tot ischemie (een zuurstoftekort in weefsel en organen). Op dit moment zijn er verschillende stoffen bekend die de hoeveelheid ET of het effect ervan kunnen verminderen. Dit kan op verschillende plaatsen en manieren:
- Remming van ECE1
- Remming van de afgifte van ET
- Remming van de aanhechting van endotheline aan de receptoren

Intracellulair bereikt endotheline zijn effect door activatie van het Gq proteïne, dat koppelt met PLC en zo via DAG en IP3 een Ca-signaal in de cel veroorzaakt. Dit leidt tot samentrekking van gladde spiercellen in de vaatwand, en dus vaatvernauwing.